# На відпочинку
На відпочинку (рос. На отдыхе) — радянський комедійний художній фільм 1936 року, знятий режисером Едуардом Йогансоном на кіностудії «Ленфільм».

## Сюжет
Забавна комедія, що сталася влітку на курорті, де відпочиваючі друзі — відомий полярний дослідник і льотчик-орденоносець — спробували приховати свої справжні професії.

## У ролях
- Н. Звєрєва — Таня
- Юрій Толубєєв — Іван Іванович Лебедєв, відпочиваючий
- Сергій Поначевний — Михайло Сергійович Лавров, льотчик
- Тетяна Гурецька — Маруся, льотчиця
- Володимир Сладкопєвцев — Микола Миколайович, батько Тані
- Юхим Альтус — Юхим Григорович, завгосп будинку відпочинку № 17
- Микола Лапін — Женя, культпрацівник
- Георгій Орлов — співак
- Клавдія Шульженко — епізод
- Андрій Апсолон — епізод
- Василь Максимов — листоноша
- Ерна Машкевич — відпочивальниця
- Віктор Портнов — листоноша
- Дмитро Зайцев — Доценко

## Знімальна група
- Режисер — Едуард Йогансон
- Сценаристи — Микола Олейников, Євген Шварц
- Оператор — Георгій Філатов
- Композитор — Іван Дзержинський
- Художник — Павло Зальцман